# Sable Falls
Sable Falls est une chute d'eau située sur la rivière Sable Creek dans la partie la plus à l'est du Pictured Rocks National Lakeshore, dans le comté d'Alger, Michigan, aux États-Unis. 

## Description
La principale voie d'accès à la chute s'effectue par la route H-58 à l'ouest de Grand Marais. Les chutes sont hautes de 23 mètres au-dessus des formations géologiques de Munising et Jacobsville sandstone. La chute d'eau est à environ 1 km du lac Supérieur. Des escaliers permettent un accès relativement facile. Entre 2007 et 2010, le service du parc a étendu une promenade le long de la chute incluant une partie du cours d'eau Sable Creek en aval afin de permettre aux visiteurs d'accéder aux rapides. Il n'y a pas d'accès pour les handicapés sur le site.